# Tatra 70
Tatra 70 byla luxusní limuzína kopřivnické firmy Tatra, vyráběná v letech 1931 až 1936. Byla následníkem velkého osobního automobilu T 31, jehož výrobu firma ukončila v roce 1931.
Automobil byl osazen vodou chlazeným řadovým šestiválcem s rozvodem OHC o objemu 3406 cm³ s výkonem 65 koní (48 kW). Motor předával výkon přes mechanickou dvoulamelovou suchou spojku a čtyřstupňovou převodovku na zadní kola. Maximální rychlost 2400 kilogramů těžkého vozu byla 110 kilometrů za hodinu. Podvozek byl tatrovácké koncepce s centrální rourou se spojovací hřídelí uvnitř. Vpředu byla dělená náprava odpružená příčnými listovými pery. Zadní náprava měla výkyvné poloosy a šikmo uložená listová pera.
Do 27. dubna 1932 bylo vyrobeno 50 různých dvou a čtyřdveřových limuzín se čtyřmi, šesti a sedmi místy a landauletů. Vznikly i hasičské vozy na bázi T 70. Na jejích podvozcích vznikly i různé vozy individuálně karosované pro zákazníky, většinu z nich vyrobila firma Sodomka.
V roce 1933 byl typ T 70 přepracován a od roku 1934 jej spolu s T 80 nahradil model nový, označovaný Tatra 70 A. Koncept vycházel z původního modelu, ale objem motoru se zvýšil na 3845 cm³ a výkon vzrostl na 70 koní (51 kW). Tak mohl 2450 kilogramů těžký automobil dosáhnout maximální rychlosti 130 km/h.
Do 28. srpna 1936 vzniklo 70 kusů T 70 A. Po druhé světové válce byl z náhradních dílů postaven další automobil, který 23. května 1947 obdržel prezident Edvard Beneš. Následníkem typu T 70 A se v roce 1937 celkově odlišně koncipovaná Tatra 87.
Limuzína T 70 a jeden hasičský vůz jsou exponáty sbírek Technického muzea Tatra Kopřivnice.

## Technické údaje T 70
- Motor: zážehový vodou chlazený řadový šestiválec s rozvodem OHC
  - Objem: 3408 cm³
  - Výkon: 48 kW (65 koní)
- Maximální rychlost: 110 km/h
- Převodovka: mechanická dvoulamelová suchá, čtyřstupňová
- Rozměry:
  - Délka: 5350 mm
  - Šířka: 1800 mm
  - Výška: 1730 mm
- Spotřeba: 20 až 22 l/100 km